# Charles O'Hara
Pour les articles homonymes, voir O'Hara.
Charles O'Hara (1740 - 25 février 1802) était un officier de l'armée britannique qui participa à la Guerre d'indépendance des États-Unis.

## Carrière militaire
Charles O'Hara est né à Lisbonne, au Portugal, fils illégitime du général James O'Hara et de sa maîtresse portugaise. Charles fut envoyé à l'école de Westminster. Le 23 décembre 1752, à l'âge de douze ans — un âge jeune mais pas rare pour un subalterne de l'époque —, il est devenu un cornet dans le 3e Dragoons. Il est devenu lieutenant dans le 2e Régiment des Gardiens de Coldstream le 14 janvier 1756, peu de temps avant que la guerre majeure éclate en Europe.

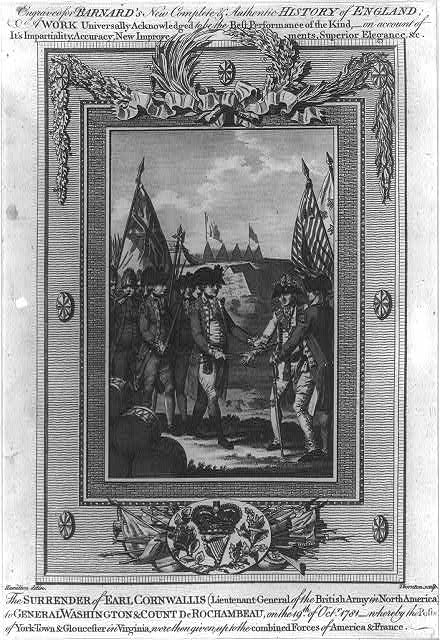
Le général O'Hara remet l'épée du lieutenant-général Cornwallis au comte de Rochambeau et au général Washington. Gravure anonyme (vers 1783).

En 1781 à la bataille de Yorktown, c'est lui qui remet, en signe de reddition, l'épée du lieutenant général Charles Cornwallis. En 1792, il sert comme gouverneur de Gibraltar. Nommé lieutenant général en 1793, lors d'une attaque au siège de Toulon. Le 10 novembre, Hugues Charlot (1757-1821), général français de la Révolution et de l’Empire, se distingue, au siège de Toulon, par la reprise de la hauteur de l'Arène, dont l'ennemi s'est momentanément emparé. Dans ce combat, il enlève O'Hara, le 23 novembre, et fait mettre bas les armes à son état-major. Gardé prisonnier à Paris, à la prison du Luxembourg, O'Hara est libéré en août 1795 en échange de la libération de Rochambeau. Cet échange de prisonniers de haut rang a été rendu possible grâce à l'intermédiaire de Christophe Potter (1750-1817), par ailleurs fameux entrepreneur en céramique établi en France depuis 1789. 
O'Hara est de nouveau nommé gouverneur de Gibraltar le 30 décembre. Il est promu général en 1798.
O'Hara décède le 25 février 1802, des suites de ses anciennes blessures.
Il est représenté au cinéma par Peter Woodward dans le film The Patriot en 2000, film qui compte les acteurs Tom Wilkinson, Jason Isaacs, Mel Gibson…